# Pallacanestro ai Giochi della XXX Olimpiade - Convocazioni al torneo femminile

## Gruppo A

### Angola
Allenatore:  Aníbal Moreira
| N. | Giocatrice         |
| -- | ------------------ |
| 4  | Catarina Camufal   |
| 5  | Ana Gonçalves      |
| 6  | Felizarda Jorge    |
| 7  | Ângela Cardoso     |
| 8  | Fineza Eusébio     |
| 9  | Madalena Félix     |
| 10 | Sónia Guadalupe    |
| 11 | Luísa Tomás        |
| 12 | Astrida Vicente    |
| 13 | Nacissela Maurício |
| 14 | Nadir Manuel       |
| 15 | Ngiendula Filipe   |

### Cina
Allenatore:  Sun Fengwu
| N. | Giocatrice   |
| -- | ------------ |
| 4  | Li Shanshan  |
| 5  | Song Xiaoyun |
| 6  | Ji Yanyan    |
| 7  | Zhao Shuang  |
| 8  | Miao Lijie   |
| 9  | Guan Xin     |
| 10 | Zhang Fan    |
| 11 | Ma Zengyu    |
| 12 | Gao Song     |
| 13 | Chen Xiaoli  |
| 14 | Wei Wei      |
| 15 | Chen Nan     |

### Croazia
Allenatore:  Stipe Bralić
| N. | Giocatrice       |
| -- | ---------------- |
| 4  | Sandra Mandir    |
| 5  | Anđa Jelavić     |
| 6  | Antonija Mišura  |
| 7  | Lisa Karčić      |
| 8  | Emanuela Salopek |
| 9  | Marija Vrsaljko  |
| 10 | Iva Ciglar       |
| 11 | Ana Lelas        |
| 12 | Iva Slišković    |
| 13 | Mirna Mazić      |
| 14 | Luca Ivanković   |
| 15 | Jelena Ivezić    |

### Rep. Ceca
Allenatore:  Lubor Blažek
| N. | Giocatrice         |
| -- | ------------------ |
| 4  | Jana Veselá        |
| 5  | Michaela Zrůstová  |
| 6  | Kateřina Bartoňová |
| 7  | Kateřina Zohnová   |
| 8  | Ilona Burgrová     |
| 9  | Hana Machová       |
| 10 | Alena Hanušová     |
| 11 | Kateřina Elhotová  |
| 12 | Lenka Bartáková    |
| 13 | Petra Kulichová    |
| 14 | Tereza Pecková     |
| 15 | Eva Vítečková      |

### Stati Uniti
Allenatore:  Geno Auriemma
| N. | Giocatrice       |
| -- | ---------------- |
| 4  | Lindsay Whalen   |
| 5  | Seimone Augustus |
| 6  | Sue Bird         |
| 7  | Maya Moore       |
| 8  | Angel McCoughtry |
| 9  | Asjha Jones      |
| 10 | Tamika Catchings |
| 11 | Swin Cash        |
| 12 | Diana Taurasi    |
| 13 | Sylvia Fowles    |
| 14 | Tina Charles     |
| 15 | Candace Parker   |

### Turchia
Allenatore:  Ceyhun Yıldızoğlu
| N. | Giocatrice             |
| -- | ---------------------- |
| 4  | Tuğba Palazoğlu        |
| 5  | Begüm Dalgalar         |
| 6  | Birsel Vardarlı        |
| 7  | Nilay Yiğit            |
| 8  | Tuğçe Canıtez          |
| 9  | Esmeral Tunçluer       |
| 10 | Işıl Alben             |
| 11 | Nevriye Yılmaz         |
| 12 | Quanitra Hollingsworth |
| 13 | Yasemin Horasan        |
| 14 | Şaziye İvegin          |
| 15 | Bahar Çağlar           |

## Gruppo B

### Australia
Allenatore:  Carrie Graf
| N. | Giocatrice        |
| -- | ----------------- |
| 4  | Jenna O'Hea       |
| 5  | Samantha Richards |
| 6  | Jenni Screen      |
| 7  | Abby Bishop       |
| 8  | Suzy Batkovic     |
| 9  | Kathleen MacLeod  |
| 10 | Kristi Harrower   |
| 11 | Laura Hodges      |
| 12 | Belinda Snell     |
| 13 | Rachel Jarry      |
| 14 | Liz Cambage       |
| 15 | Lauren Jackson    |

### Brasile
Allenatore:  Luís Tarallo
| N. | Giocatrice |
| -- | ---------- |
| 4  | Adrianinha |
| 5  | Karla      |
| 6  | Chuça      |
| 7  | Joice      |
| 9  | Franciele  |
| 10 | Sílvinha   |
| 11 | Clarissa   |
| 12 | Damiris    |
| 13 | Nádia      |
| 14 | Érika      |
| 15 | Tássia     |

### Canada
Allenatore:  Allison McNeill
| N. | Giocatrice          |
| -- | ------------------- |
| 4  | Krista Phillips     |
| 5  | Teresa Gabriele     |
| 6  | Shona Thorburn      |
| 7  | Courtnay Pilypaitis |
| 8  | Kim Smith           |
| 9  | Miranda Ayim        |
| 10 | Alisha Tatham       |
| 11 | Natalie Achonwa     |
| 12 | Lizanne Murphy      |
| 13 | Tamara Tatham       |
| 14 | Chelsea Aubry       |
| 15 | Michelle Plouffe    |

### Francia
Allenatore:  Pierre Vincent
| N. | Giocatrice         |
| -- | ------------------ |
| 4  | Isabelle Yacoubou  |
| 5  | Endéné Miyem       |
| 6  | Clémence Beikes    |
| 7  | Sandrine Gruda     |
| 8  | Edwige Lawson-Wade |
| 9  | Céline Dumerc      |
| 10 | Florence Lepron    |
| 11 | Émilie Gomis       |
| 12 | Marion Laborde     |
| 13 | Élodie Godin       |
| 14 | Emmeline Ndongue   |
| 15 | Jennifer Digbeu    |

### Gran Bretagna
Allenatore:  Tom Maher
| N. | Giocatrice        |
| -- | ----------------- |
| 4  | Natalie Stafford  |
| 5  | Rose Anderson     |
| 6  | Stef Collins      |
| 7  | Rachael Vanderwal |
| 8  | Chantelle Handy   |
| 9  | Jenaya Wade-Fray  |
| 10 | Julie Page        |
| 11 | Kim Butler        |
| 12 | Dominique Allen   |
| 13 | Jo Leedham        |
| 14 | Azania Stewart    |
| 15 | Temi Fagbenle     |

### Russia
Allenatore:  Boris Sokolovskij
| N. | Giocatrice            |
| -- | --------------------- |
| 4  | Ol'ga Artešina        |
| 5  | Evgenija Beljakova    |
| 6  | Natal'ja Vodop'janova |
| 7  | Marina Kuzina         |
| 8  | Elena Daniločkina     |
| 9  | Becky Hammon          |
| 10 | Ilona Korstin         |
| 11 | Natal'ja Vieru        |
| 12 | Irina Osipova         |
| 13 | Anna Petrakova        |
| 14 | Natal'ja Žedik        |
| 15 | Nadežda Grišaeva      |